# Elinvar
Elinvar ist eine Legierung aus Eisen, Nickel und Chrom, welche unter anderem in Taschen- und Armbanduhren für die Unruh verwendet wird. 
Elinvar wurde mit der Zusammensetzung (nach Masse) von 59 % Eisen, 36 % Nickel und 5 % Chrom 1919 von Charles Édouard Guillaume als Nachfolger für Invar entwickelt. Der Name setzt sich aus den französischen Begriffen Elasticité und invariable zusammen. 
Heute ist Elinvar ein Sammelbegriff für Nickel-Stahl-Legierungen, deren „thermoelastischer Koeffizient" innerhalb der Temperaturen, denen Uhren ausgesetzt sind (−10 bis +30 °C), praktisch gleich Null ist“.
Die Elinvar-Legierungen können nach ihrer Zusammensetzung und Magnetisierbarkeit in ferromagnetische (Eisen- oder Kobalt-basierte), antiferromagnetische (Mangan- oder Chrom-basierte), amagnetische (Niob- oder Palladium-basierte) und amorphe Elinvar-Legierungen eingeteilt werden.